# 悲しみのアンジー
「悲しみのアンジー」（原題：Angie）は、ローリング・ストーンズが1973年に発表した楽曲。同年発表のアルバム『山羊の頭のスープ』からの先行シングルとしてリリースされた。

## 解説
タイトルの「アンジー」（女性名アンジェラの愛称）が誰を指しているかについては、デヴィッド・ボウイの前妻アンジェラ、運動家／学者のアンジェラ・デイヴィス、キース・リチャーズの恋人アニタ・パレンバーグ等、様々な臆測が流れた。しかし、キース・リチャーズは後年、自分の娘の名前もアンジェラであることと、「アンジー」という言葉の響きが良かったことからタイトルを決めたと語っている。
キース・リチャーズとミック・テイラーはアコースティック・ギターを演奏しており、ニッキー・ホプキンスがピアノを担当。ストリングス・アレンジはニッキー・ハリスンによる。
シングルとして発売されると、本国イギリスでは2週連続で5位に達した。アメリカでは1位に達し、バンドにとって7作目の全米1位獲得シングルとなった。その後のライヴでも演奏され、ライヴ・ヴァージョンは『ストリップド』（1995年）、『ブリッジズ・トゥ・バビロン』（1997年、日本盤のみ収録）、『ライヴ・リックス』（2004年）で聴ける。
この曲ではプロモーションフィルムが制作されたが、ヴォーカルのテイクが異なる2種類のフィルムが存在する。
2005年、CDU党首アンゲラ・メルケルは、ドイツ連邦議会の総選挙に向けた選挙運動で「アンジー」をかけていた。これに対してバンドの代理人は難色を示したが、CDUは「アンジー」の演奏権を主張し、最終的にはドイツ音楽著作権協会GEMAからも確認を得られた。

### 再発CDシングル
日本では、1997年にフジテレビ系ドラマ『フェイス』の主題歌に使用され、それに伴いCDシングルとして再発されて、オリコン61位というリバイバル・ヒットとなった。カップリング曲は、オリジナル盤と同じく「シルヴァー・トレイン」。

## カバー
- 沢田研二 - 『JULIE VII THE 3rd 沢田研二リサイタル』（1973年）
- 西城秀樹 - 『西城秀樹リサイタル/新しい愛への出発』（1975年）、『HIDEKI SAIJO CONCERT TOUR '91 FRONTIER ROAD』（1991年）
- ウーマック&ウーマック - 『Love Wars』（1983年）
- トーリ・エイモス - EP「Crucify」（1992年）
- ステレオフォニックス - シングル「Hurry Up and Wait」（1999年）
- ヨーロピアン・ジャズ・トリオ - 『Angie』（2001年）
- 金子飛鳥 - 『mother』（2002年）
- ガンズ・アンド・ローゼズ
- アルフィー・ボー - 『Storyteller』（2012年）
- ヴェルヴェット・リヴォルヴァー